# Dingup
Dingup is een plaats in de regio South West in West-Australië.

## Geschiedenis
In augustus 1842 arriveerden John Giblett en zijn vrouw in West-Australië. Na in Perth en Harvey aan landbouw te hebben gedaan vestigden ze zich in 1861 met hun acht kinderen in de streek rond Manjimup. Ze kochten er grond voor hun oudste zoon Thomas en noemden het Dingup. Tegen 1870 werd er een hofstede ('homestead') gebouwd.
Thomas Giblett bouwde in 1894-95 vier kilometer ten noorden van zijn hofstede een Anglicaanse kerk kerk. Het gebouw werd ook als klaslokaal gebruikt. Twee jaar later kwam Giblett onder een omvallende boom om.
In 1930 werd er een gemeenschapszaal gebouwd, vermoedelijk ter vervanging van een reeds bestaande gemeenschapszaal want reeds in 1901 werd een 'Dingup Hall' vermeld.

## Beschrijving
Dingup maakt deel uit van het lokale bestuursgebied (LGA) Shire of Manjimup, waarvan Manjimup de hoofdplaats is.
In 2021 telde Dingup 195 inwoners.

## Ligging
Dingup ligt langs de Muir Highway, ongeveer 295 kilometer ten zuiden van de West-Australische hoofdstad Perth, 210 kilometer ten noordwesten van Albany en een kleine 10 kilometer ten oostzuidoosten van Manjimup.

## Klimaat
Dingup kent een gematigd mediterraan klimaat, Csb volgens de klimaatclassificatie van Köppen.